# Union megye (Oregon)
Union megye az Amerikai Egyesült Államokban, azon belül Oregon államban található. Megyeszékhelye és legnagyobb városa La Grande. Lakosainak száma 26 196 fő (2020. április 1.).

## Szomszédos megyék
- Umatilla megye (északnyugat)
- Wallowa megye (északkelet)
- Baker megye (délkelet)
- Grant megye (délnyugat)

## Népesség
A megye népességének változása:
| Lakosok száma | 25 745 | 25 904 | 25 823 | 25 652 | 25 790 | 26 196 |
|               | 2010   | 2011   | 2012   | 2013   | 2015   | 2020   |